# Zwartwangbergtangare
De zwartwangbergtangare (Anisognathus melanogenys) is een zangvogel uit de familie Thraupidae (tangaren).

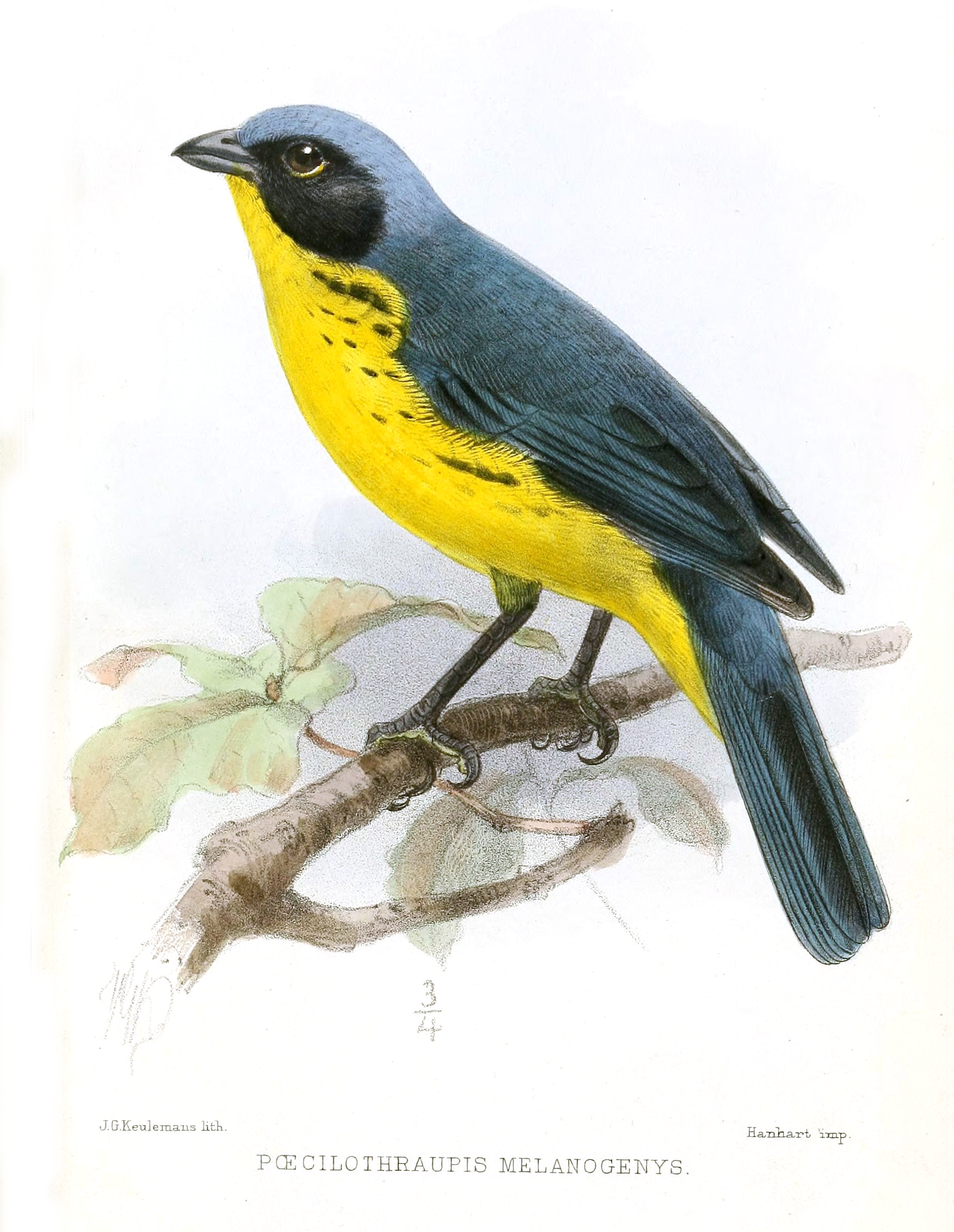

## Verspreiding en leefgebied
Deze soort is endemisch in het Santa Martagebergte in het noorden van Colombia.